# Сыть гаспан
Сыть гаспан (лат. Cyperus haspan) — многолетнее травянистое растение; вид рода Сыть (Cyperus) семейства Осоковые (Cyperaceae).

## Распространение и экология
Ареал вида включает тропические, субтропические и умеренные районы Средней Азии, Индокитая, Японии, Америки, Африки и Австралии.
Растёт на рисовых полях.

## Ботаническое описание
Стебли 10—50 см, в верхней части трёхгранные.
Листья линейные, плоские, гладкие, 3—5 мм шириной, короче стебля.
Соцветие — сложный зонтик, с 4—12 первичными лучами (длиной 4—12 см) и 3—8 вторичными, зачастую дающие лучи третьего порядка, заканчивающиеся 3—10 колосками. Колоски 10—15 мм длиной и 1—2 мм шириной, сильно сжатые, состоят из 10—40 цветков. Кроющие чешуи яйцевидные, тупые, буровато-светлозелёные или красно-буроватые, 1—1,5 мм длины. Тычинок 3 или 2, рылец 3.
Орешек неяснотрёхгранный, светло-бурый или желтоватый.

## Таксономия
|  |                                      |  |                                                             |                                                             |                    |  | ещё 17 семейств (согласно Системе APG II) | ещё 17 семейств (согласно Системе APG II) |                  |  |  |  | около 600 видов |
|  |                                      |  |                                                             |                                                             |                    |  | ещё 17 семейств (согласно Системе APG II) | ещё 17 семейств (согласно Системе APG II) |                  |  |  |  | около 600 видов |
|  |                                      |  |                                                             | порядок Злакоцветные                                        |                    |  |                                           |                                           | род Сыть         |  |  |  |                 |
|  |                                      |  |                                                             | порядок Злакоцветные                                        |                    |  |                                           |                                           | род Сыть         |  |  |  |                 |
|  | отдел Цветковые, или Покрытосеменные |  |                                                             |                                                             | семейство Осоковые |  |                                           |                                           | вид Сыть гаспан  |  |  |  |                 |
|  | отдел Цветковые, или Покрытосеменные |  |                                                             |                                                             | семейство Осоковые |  |                                           |                                           |                  |  |  |  |                 |
|  |                                      |  | ещё 44 порядка цветковых растений (согласно Системе APG II) | ещё 44 порядка цветковых растений (согласно Системе APG II) |                    |  |                                           | ещё до 120 родов                          | ещё до 120 родов |  |  |  |                 |
|  |                                      |  |                                                             | ещё 44 порядка цветковых растений (согласно Системе APG II) |                    |  |                                           |                                           | ещё до 120 родов |  |  |  |                 |